# Jan Łukasiewicz
Pour les articles homonymes, voir Łukasiewicz.
Jan Łukasiewicz, né le 21 décembre 1878 à Léopol et mort le 13 février 1956 à Dublin, est un philosophe et logicien polonais, connu pour sa critique du principe de contradiction d'Aristote. L'auteur des travaux sur la probabilité, l'interprète original de la logique des stoïciens et un critique du déterminisme dans la science, Łukasiewicz est le premier à énoncer une logique trivalente, admettant le vrai, le faux et le possible. De ce premier calcul logique non classique naissent ensuite, entre autres, la logique modale, la logique probabiliste et la logique floue. Łukasiewicz a également jeté les bases de l'informatique moderne en créant la notation polonaise et en développant avec Alfred Tarski et Stefan Banach les fondations de la notation inverse, une manière d'écrire des expressions arithmétiques largement utilisées à ce jour en informatique.

## Biographie
Étudiant en philosophie et en mathématiques à l’université de sa ville natale de Léopol (Lwów), alors la capitale de la province autrichienne de Galicie, Jan Łukasiewicz obtient le titre de docteur en philosophie en 1902 pour une thèse écrite sous la direction de Kazimierz Twardowski, qui lui vaut les félicitations du jury et la mention „sub auspiciis Imperatoris”. Dans les années suivantes (1902-1906), il poursuit des études de philosophie à Berlin et à Louvain. En 1906, il obtient son habilitation à l’université de Léopol où il travaille d'abord comme chargé de cours, puis, à partir de 1911, comme professeur agrégé. 
En 1915, pendant la Première Guerre mondiale dont l'issue réaffirme l’existence de l'État polonais indépendant (rayé de la carte pendant plus de cent ans), les autorités prussiennes et austro-hongroises qui occupent la Pologne rouvrent l’université de Varsovie à l’enseignement en polonais. L'université accueille alors les scientifiques de l'université de Léopol dont Jan Łukasiewicz. Leurs travaux individuels et collectifs formeront ce qu’on appellera plus tard l'école de Léopol-Varsovie. Elle incarne le renouveau de la philosophie et de la logique en Pologne et comprend des chercheurs illustres tels que Stanisław Leśniewski, Kazimierz Twardowski, Andrzej Mostowski ou encore Alfred Tarski.
En 1918, Jan Łukasiewicz est nommé chef du département de l'enseignement supérieur au ministère polonais des cultes et de l'instruction publique. Entre janvier et décembre 1919, il occupe le poste de ministre (dans le même ministère) dans le gouvernement d'Ignacy Paderewski. Il retourne ensuite à l'université de Varsovie où, de 1920 jusqu'à la Seconde Guerre mondiale, il est professeur de logique et de philosophie et deux fois recteur. Parmi ses étudiants il convient de nommer : Mordechaj Wajsberg, Zygmunt Kobrzyński, Stanisław Jaśkowski, Bolesław Sobociński, Jerzy Słupecki et Józef Maria Bocheński.  
Jan Łukasiewicz se lie d'une amitié avec le théologien et mathématicien allemand de l'université de Münster, Heinrich Scholz, chef de la première chaire de logique mathématique en Allemagne. Un échange scientifique animé entre les deux hommes aboutit à des conférences réciproques ainsi qu'à des projets de recherche communs. En février 1936, Łukasiewicz donne quatre conférences retentissantes à la Faculté de philosophie et des sciences naturelles de Münster. Le 20 décembre 1938, alors que la tension entre l'Allemagne d'Adolf Hitler et la Pologne grandit, la Faculté de philosophie de l'université de Münster décerne à Jan Łukasiewicz un doctorat honoris causa en reconnaissance de ses mérites dans le domaine de la promotion de la logique mathématique en Allemagne ainsi que de la promotion des avancées scientifiques du mathématicien Gottlob Frege. La remise officielle du diplôme a lieu à l'ambassade d'Allemagne à Varsovie en présence de l'ambassadeur d'Allemagne, Hans-Adolf von Moltke.  
Pendant le bombardement de Varsovie lors de l'invasion allemande en septembre 1939, l'appartement des Łukasiewicz est complètement détruit et toute la collection de livres, la correspondance et les manuscrits du professeur disparaissent dans les flammes. L'interdiction de tout enseignement secondaire et supérieur en Pologne décrété par les hitlériens met Jan Łukasiewicz dans une situation financière critique. Cependant, grâce à l'intervention, entre autres de ses amis allemands Heinrich Scholz et Jürgen von Kempinski, il obtient un emploi de traducteur aux Archives de la ville de Varsovie. En parallèle, le professeur s'engage dans la résistance et enseigne à l'université de Varsovie qui se réorganise dans la clandestinité.  
Quelques jours avant le déclenchement de l'insurrection de Varsovie, le 17 juillet 1944, Jan Łukasiewicz et sa femme quittent Varsovie pour Münster dans le but de gagner la Suisse. Mais ce plan échoue et le couple est obligé de se cacher à Münster où, avec l'aide de leurs amis mathématiciens, il survit dans le sous-sol d'une maison bombardée jusqu'au 1er janvier 1945, quand Jürgen von Kempinski les emmène dans son domaine à Hembsen (district de Höxter). Ils y restent jusqu'à la libération par les soldats américains en avril 1945. 
Jusqu'à fin octobre 1945, le professeur reste à Hohenwepel près de Dössel où il enseigne la logique dans une école polonaise de fortune dans un ancien camp de prisonniers de guerre polonais. Jan Łukasiewicz n'envisage pas de retour en Pologne communiste. Après un court séjour à Bruxelles, il arrive à Dublin où il est accueilli par le ministre des Affaires étrangères et le chef du gouvernement irlandais. À l'automne 1946, il est nommé professeur de logique mathématique à l'Académie royale d'Irlande, où il enseigne jusqu'en 1953.  
Jan Łukasiewicz meurt le 13 février 1956 et il est enterré au cimetière de Glasnevin à Dublin.  
L'héritage du professeur Jan Łukasiewicz fait partie de la bibliothèque de l'université de Manchester.

## Travaux
Célèbre pour ses ouvrages consacrés à Aristote, notamment sur le principe de non-contradiction et sur la syllogistique, Łukasiewicz publie également des articles majeurs sur la logique propositionnelle, la logique modale, l’intuitionnisme et les logiques multivalentes, dont il est l’un des fondateurs. Il contribue à faire reconnaître l’importance des travaux en logique de l’école mégarico-stoïcienne, trop longtemps éclipsés par ceux d’Aristote sur la syllogistique.
Mais Łukasiewicz n'est pas seulement un logicien et un historien brillant. Il s’engage aussi dans les polémiques philosophiques de son temps. Il défend ainsi la méthode logique en philosophie. Proche sur ce point des membres du Cercle de Vienne, il ne rejette pas pour autant les questions métaphysiques, comme celle du déterminisme qui l’occupe toute sa vie. 
Dans O zasadzie sprzeczności u Arystotelesa (Du principe de contradiction chez Aristote) publié en 1910, Łukasiewicz démontre sur le plan ontologique, logique et psychologique que le principe de contradiction défendu par Aristote n'est pas un principe logique, mais essentiellement un principe éthique, sans lequel il nous serait impossible de vivre les uns avec les autres. Il conclut que ce principe n'a pas de valeur logique, mais seulement éthico-pratique, en ce sens que nous devons le croire, car il permet de lutter contre les erreurs et le mensonge. 
Cet ouvrage précurseur, traduit intégralement en allemand en 1993 et partiellement en français seulement en 2000, indique la direction des recherches futures de son auteur, à savoir l'élaboration de la logique non aristotélicienne. Łukasiewicz donne une nouvelle tâche à la logique : celle de résoudre le problème de la liberté humaine en comprenant comment une action, parce qu'elle est libre et n'était déterminée par rien, a pu échapper, en un moment du temps, à la logique du tiers exclu.

## Publications
- Du principe de contradiction chez Aristote (1910), trad. fr. de Dorota Sikora, préface de Roger Pouivet, Paris, L'Éclat, 2000  (ISBN 2-84162-036-0).
- Écrits logiques et philosophiques (1929), Traduction, introduction et notes par S. Richard, F. Schang et K. Vandenborre, Paris : Vrin, coll. "Mathesis", 2014 (ISBN 978-2-7116-2457-7).
- La Syllogistique d'Aristote (1957), trad. fr. de Françoise Caujolle-Zaslawsky, Paris, Armand Colin, 1972. (Philosophies pour l'âge de la science ; 9) - rééd. J. Vrin, Paris, 2010.

### Œuvres complètes
(en) Collected works of Jan Lukasiewicz, Ashgate Publishing Ltd. :
- Jan Srzednicki et Grzegorz Malinowski, (éd.), I : Mathematical logic
- Jan Srzednicki et Jan Woleński (éd.), II : History of logic
- Jan Srzednicki et Jan Woleński (éd.), III : Methodology of science and general philosophy